# Behaarter Zweizahn
Der Behaarter Zweizahn (Bidens pilosa) ist eine Pflanzenart in der Familie der Korbblütler (Asteraceae).

## Beschreibung
Der Behaarte Zweizahn wächst als einjährige krautige Pflanze und erreicht eine Wuchshöhe von 10 bis 80 cm. Der Stängel ist aufrecht und behaart. Die Laubblätter sind dreizählig mit zugespitzt eiförmigen, gekerbt-gesägten, behaarten Blättchen.
Die Blütenköpfchen weisen einen Durchmesser von 5 bis 15 mm auf und bestehen aus gelben Röhrenblüten sowie weißen oder gelblichen Zungenblüten. Die äußeren Hüllblätter sind grün, spatelig und am Rand gewimpert. Sie werden fast so lang wie die hautrandigen inneren Hüllblätter. Die Blütezeit reicht von April bis September. 
Die Achäne ist linealisch und schwarz mit 2 bis 3 rückwärts gebogenen Grannen.
Die Chromosomenzahl beträgt 2n = 48 oder 72.

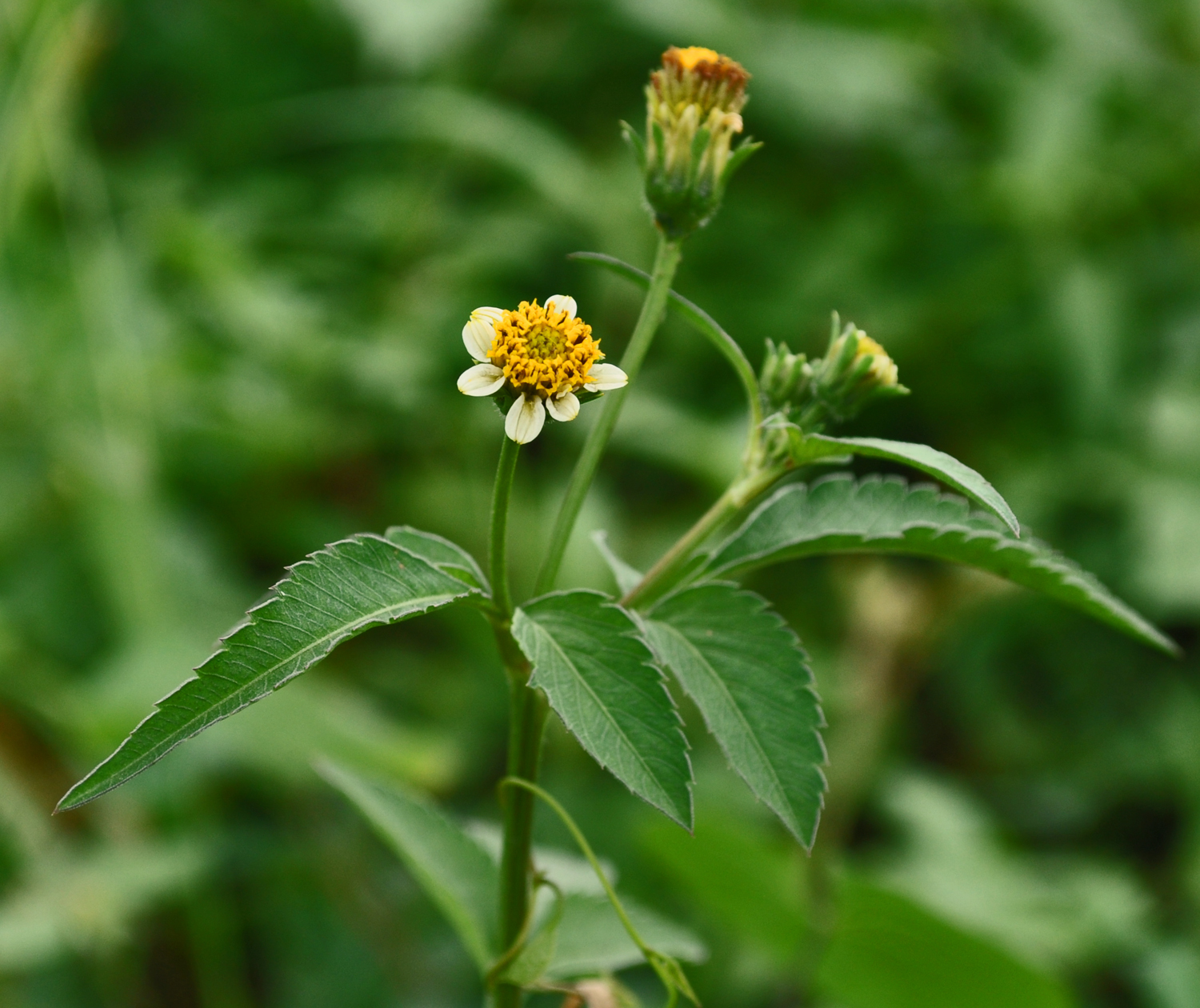
Behaarter Zweizahn (Bidens pilosus)

## Verbreitung
Die Art ist in Südamerika beheimatet, wurde jedoch verschleppt und ist in Ausbreitung begriffen. So ist sie bereits auf den Azoren, Kanaren, Madeira, Kapverden, auf den Ilhas Selvagens und im Mittelmeerraum anzutreffen. Als Standort werden feuchte Wegränder, Brachland und Gräben bevorzugt.